# Patinação artística na Universíada de Inverno de 2011 - Duplas
A competição de duplas da patinação artística na Universíada de Inverno de 2011 foi realizada na GSIM Yenişehir Ice Hockey Hall, em Erzurum, Turquia. O programa curto foi disputado no dia 1 de fevereiro e a patinação livre no dia 2 de fevereiro de 2011.

## Medalhistas
| Ouro   | RUS Lubov Iliushechkina / Nodari Maisuradze |
| Prata  | CHN Dong Huibo / Wu Yiming                  |
| Bronze | CHN Zhang Yue / Wang Lei                    |

## Resultados

### Geral
| Pos.              | Nome                                      | Nacionalidade | Pontos | PC        | PL         |
| ----------------- | ----------------------------------------- | ------------- | ------ | --------- | ---------- |
| Medalha de ouro   | Lubov Iliushechkina / Nodari Maisuradze   | Rússia        | 175.03 | 60.59 (1) | 114.44 (1) |
| Medalha de prata  | Dong Huibo / Wu Yiming                    | China         | 140.26 | 45.47 (3) | 94.79 (2)  |
| Medalha de bronze | Zhang Yue / Wang Lei                      | China         | 137.19 | 47.13 (2) | 90.06 (3)  |
| 4                 | Sabina Imaikina / Konstantin Bezmaternikh | Rússia        | 128.76 | 43.66 (4) | 85.10 (4)  |
| 5                 | Ksenia Ozerova / Denis Golubev            | Rússia        | 96.61  | 36.28 (5) | 60.33 (5)  |

Legenda
| Recorde mundial      | Recorde mundial (World record)               |                       | Recorde africano                      | Recorde africano (African) |                                           | Q | Classificado por posição (Qualified) |
| Recorde olímpico     | Recorde olímpico (Olympic record)            | Recorde da América    | Recorde da América (Americas)         | q                          | Classificado por melhor tempo (Qualified) |   |                                      |
| Melhor marca do ano  | Melhor marca do ano (World leading)          | Recorde asiático      | Recorde asiático (Asian)              | DNS                        | Não largou (Did not start)                |   |                                      |
| Recorde nacional     | Recorde nacional (National record)           | Recorde europeu       | Recorde europeu (European)            | DNF                        | Não terminou (Did not finish)             |   |                                      |
| Recorde pessoal      | Recorde pessoal do atleta (Personal best)    | Recorde da Oceania    | Recorde da Oceania (Oceania)          | DSQ / DQ                   | Desclassificado (Disqualified)            |   |                                      |
| Recorde da temporada | Recorde da temporada do atleta (Season best) | Recorde sul-americano | Recorde sul-americano (South America) | NM                         | Sem marca (No mark)                       |   |                                      |